# Conatus
Conatus (łac. „wysiłek”, „staranie”, „zamiar”, „skłonność”, „tendencja”, „usiłowanie”) – termin używany we wczesnej psychologii filozoficznej i w metafizyce, odnoszącym się do wrodzonej skłonności rzeczy do przetrwania (popęd samozachowawczy) i ulepszania się. Tą „rzeczą” może być umysł, materia bądź też kombinacja tych dwóch. Przez tysiąclecia filozofowie stworzyli wiele różnych definicji. Istotny wkład w ich rozwój wnieśli siedemnastowieczni filozofowie, tacy jak Kartezjusz, Benedykt Spinoza, Gottfried Leibniz czy Thomas Hobbes . Conatus może odnosić się do instynktownej woli przetrwania organizmu lub do różnych metafizycznych teorii ruchu i bezwładności. Często koncepcja jest kojarzona z wolą bożą w panteistycznym widzeniu natury . Koncepcja ta może być rozbita na oddzielne definicje dla umysłu i ciała oraz rozdzielona, gdy dyskutuje się o sile odśrodkowej i bezwładności.
Przez dwa i pół tysiąclecia rozwijała się historia pojęcia conatus jako seria subtelnych zmian w znaczeniu i wyjaśnianiu jego zakresu. Kolejni filozofowie adaptowali to słowo i odcisnęli na nim swoje piętno, co rozwijało termin tak różnorodnie, że do dziś nie ma konkretnej i powszechnie zaakceptowanej definicji. Najwcześniejsi autorzy, dyskutujący o conatus, pisali pierwotnie po łacinie, bazując na koncepcjach ze starożytnej Grecji. Ci myśliciele używali więc terminu conatus nie tylko jako technicznego terminu, ale również jako zwykłego słowa i w sensie ogólnym. W starożytnych tekstach techniczne użycie jest ciężkie do odróżnienia od tego ogólnego i jest trudne do rozróżnienia w tłumaczeniu. Dzisiaj, conatus jest rzadko używany w technicznym sensie, ponieważ współczesna fizyka używa koncepcji takich jak bezwładność i zachowanie pędu, które go zastąpiły. Conatus mimo wszystko wywarł wpływ na dziewiętnastowiecznych i dwudziestowiecznych myślicieli takich jak Artur Schopenhauer, Friedrich Nietzsche czy Louis Dumont.

## Starożytność

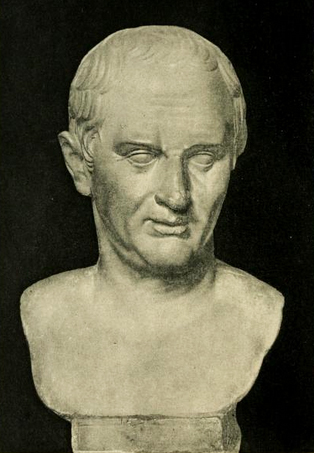
Cyceron

Łacińskie słowo cōnātus, pochodzi od łacińskiego czasownika cōnor ("usiłować"). Filozoficzna koncepcja conatus została po raz pierwszy rozwinięta przez stoików (333–264 p.n.e.) i perypatetyków (ok. 335 p.n.e.). Te grupy używały słowa όρμή (hormê, tłumaczone na łacinę jako impetus) do opisywania ruchu duszy w kierunku przedmiotu, którego rezultatem jest fizyczna czynność. Tacy myśliciele jak Cyceron (106–43 p.n.e.) i Diogenes Laertios (ok. 235 p.n.e.), rozszerzyli tę zasadę włączając w nią awersję do destrukcji, ale dalej ograniczali zastosowanie jej tylko do motywacji zwierzęcych (nie obejmujących gatunku ludzkiego). Na przykład Diogenes Laertios sprzeciwiał się stosowaniu terminu conatus w stosunku do roślin. Przed epoką renesansu, Tomasz z Akwinu (ok. 1225–1274), Jan Duns Szkot (ok. 1266–1308) oraz Dante Alighieri (1265–1321) wyrażali podobne odczucia, używając łacińskich słów vult, velle albo appetit jako synonimy conatus. I rzeczywiście, te cztery terminy mogą być użyte do przetłumaczenia greckiego όρμή. Później Bernardino Telesio i Campanella rozszerzyli zasięg pojęcia ze starożytnej Grecji i stosowali go w odniesieniu do wszystkich obiektów, ożywionych i nieożywionych.
Najpierw Arystoteles, potem Cyceron i Diogenes Laertios, wskazywali na połączenie między conatus i innymi emocjami. W ich mniemaniu, pierwszy wywołuje następne. Utrzymywali oni, że ludzie nie chcą robić czegoś, ponieważ jest to "dobre", ale raczej myślą, że coś jest "dobre", ponieważ oni chcą to zrobić. Innymi słowy, powodem ludzkiej chęci jest naturalna skłonność ciała do zmieniania siebie w zgodności z zasadą conatus.

## Średniowiecze
W filozofii średniowiecznej łączono conatus i pojęcie ruchu. Tomasz z Akwinu i Abrabanel (1265–1321) odnosili to pojęcie bezpośrednio do tego, co Augustyn z Hippony (354–430) uważał za "naturalne ruchy w górę i w dół albo ich utrzymywanie się w środkowej pozycji" i opisał to w swoim De Civitate Dei (ok. 520). Siłę tą, która powoduje, że obiekty wznoszą się i opadają, nazywali oni "amor naturalis" lub "naturalną miłością".
W VI wieku, Jan Filopon (ok. 490–ok. 570) skrytykował spojrzenie Arystotelesa na ruch, wskazując na niekonsekwencję między stanowiskiem Arystotelesa wypowiadającym się na temat pocisków – gdzie siłą wprawiającą je w ruch jest eter, a jego stanowiskiem na temat próżni – gdzie eter nie występuje i stąd ruch ciała powinien być niemożliwy. Filopon zaproponował, że ruch nie był utrzymywany przez działanie otaczającego je medium, ale przez jakąś właściwość lub conatus, który zostaje wszczepiony w obiekt, gdy ten jest puszczony w ruch. Nie była to nowoczesna koncepcja bezwładności, bo wciąż wiązała się z istnieniem wewnętrznej, nieodłącznej siły, potrzebnej by zachować ciało w ruchu. To stanowisko było mocno krytykowane przez Awerroesa i wielu scholastycznych filozofów, którzy popierali Arystotelesa.
Również myśliciele muzułmańscy rzucili wyzwanie poglądowi Arystotelesa. Na przykład Ibn al-Hajsam zdawał się wspierać poglądy Filopona, jednocześnie tworząc własną, podobną do bezwładności, koncepcję. Teoria bezwładności została rozwinięta jaśniej przez jego rówieśnika – Awicennę, który postrzegał ją jako stałą siłę, której działanie jest osłabiane przez czynniki zewnętrzne wobec ciała, takie jak opór powietrza. Koncepcja mayl autorstwa Awicenny jest przeciwstawna do Arystotelesowskiej teorii gwałtownego ruchu i przypomina pierwszą zasadę dynamiki Newtona. Awicenna również rozwinął ideę podobną do idei pędu, kiedy próbował wyrazić ilościowo relację między siłą ciężkości a prędkością poruszającego się ciała.
Jan Buridan (1300–1358) również odrzucał przekonanie, że tworząca ruch właściwość (którą nazywał impetus) rozpraszała się samoistnie. Buridan twierdził, że poruszający się obiekt może być zatrzymany przez opór powietrza i siłę ciężkości ciała, które stanowiłyby przeciwieństwo jego impetu. Utrzymywał on również, że impet wzrasta wraz z prędkością i w ten sposób jego wstępna koncepcja pędu okazała się podobna w wielu ujęciach do nowoczesnej. Mimo oczywistych podobieństw do współczesnych pojęć bezwładności, Buridan widział swoją teorię tylko jako modyfikację podstawowej teorii Arystotelesa, utrzymując jednocześnie wiele innych perypatetycznych poglądów, wliczając wiarę w istnienie fundamentalnej różnicy między obiektem w ruchu i obiektem w spoczynku. Buridan również utrzymywał, iż impet może być nie tylko liniowy, ale także "okrężny" z natury, powodując że obiekty takie jak ciała niebieskie, poruszają się po okręgu.

## Kartezjusz

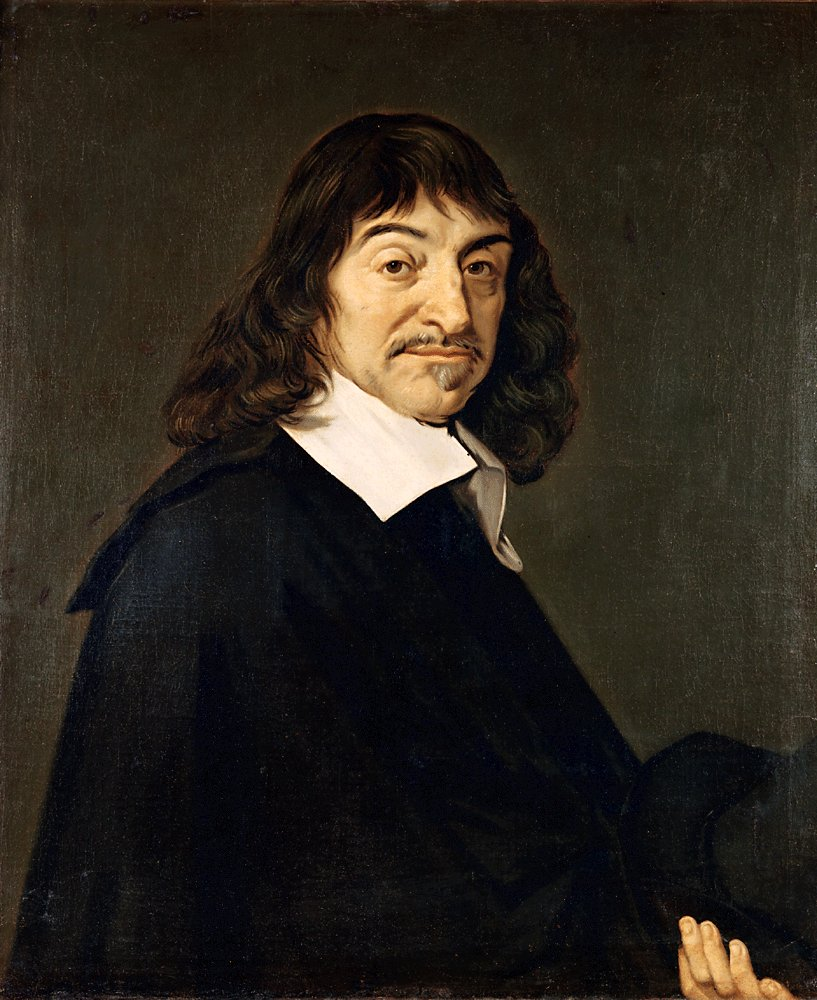
Kartezjusz

W pierwszej połowie XVII wieku, Kartezjusz (1596–1650) zaczął rozwijać bardziej nowoczesną, materialistyczną koncepcję conatusa, opisując go jako "aktywną siłę lub tendencję ciała do poruszania się, wyrażającą siłę Boga". Podczas gdy starożytni używali terminu w wyłącznie antropomorficznym sensie podobnym do dobrowolnego "dążenia" lub "walki" do osiągnięcia pewnego celu, a średniowieczni scholastycy rozwijali termin conatus jako tajemniczą wewnętrzną właściwość rzeczy, Kartezjusz używał terminu w bardziej mechanicznym sensie. Dla Kartezjusza, w kontraście do Buridana, ruch i zastój są dwoma stanami tej samej rzeczy, a nie dwoma różnymi rzeczami. Mimo że jest dużo wieloznaczności w koncepcji Kartezjusza, widać tutaj początki odchodzenia od przypisywania pragnień i intencji naturze oraz ruch w kierunku bardziej naukowego i nowoczesnego punktu widzenia.
Kartezjusz odrzucił teleologiczny pogląd na świat materialny, który był dominujący na Zachodzie od czasów Arystotelesa. Umysł nie jest postrzegany przez Kartezjusza jako część materialnego świata, stąd nie jest podmiotem praw mechanicznych natury. Z drugiej strony, ruch i spoczynek są właściwościami interakcji materii zgodnie z odwiecznymi prawami mechaniki. Bóg wprawia przedmioty w ruch tylko na początku, a później już nie ingeruje z wyjątkiem utrzymywania dynamicznych regularności mechanicznego zachowywania się ciał. Zatem nie ma prawdziwej teleologii w poruszaniu się ciał, bo wszystko to zostaje zredukowane do zarządzanych prawami kolizji i ich ciągłych rekonfiguracji. Conatus jest tylko tendencją ciał do poruszania się, kiedy ze sobą się zderzają. Bóg może wszystko to wprawić w ruch, ale w związku z tym żaden nowy ruch lub spoczynek nie może być stworzony lub zniszczony.
Kartezjusz wyróżniał dwa warianty conatusa: conatus a centro i conatus recendendi. Conatus a centro, czyli "tendencja dośrodkowa", jest używana przez Kartezjusza jako teoria grawitacji; conatus recendendi, czyli "tendencja odśrodkowa" reprezentuje siłę odśrodkową. Nie należy myśleć o tych tendencjach jako o ożywionych dyspozycjach i intencjach, ani jako o wrodzonych własnościach lub "siłach" obiektu, ale raczej jako jednoczącą, zewnętrzną charakterystykę fizycznego uniwersum, które zostało nadana przez Boga.
Kartezjusz, w rozwoju swojego Pierwszego Prawa Natury, również odwoływał się do idei conatus se movendi, czyli "conatus samozachowania". Prawo to jest uogólnieniem zasady bezwładności, która była rozwijana i eksperymentalnie prezentowana wcześniej przez Galileusza. Zasadę sformalizował Isaac Newton i uczynił ją pierwszą z trzech zasad dynamiki, pięćdziesiąt lat po śmierci Kartezjusza. W wersji Kartezjusza brzmiała ona: "Każda rzecz, w stopniu w niej zawartym, zawsze zachowuje się w tym samym stanie, a raz poruszona, pozostaje w ruchu".

## Hobbes

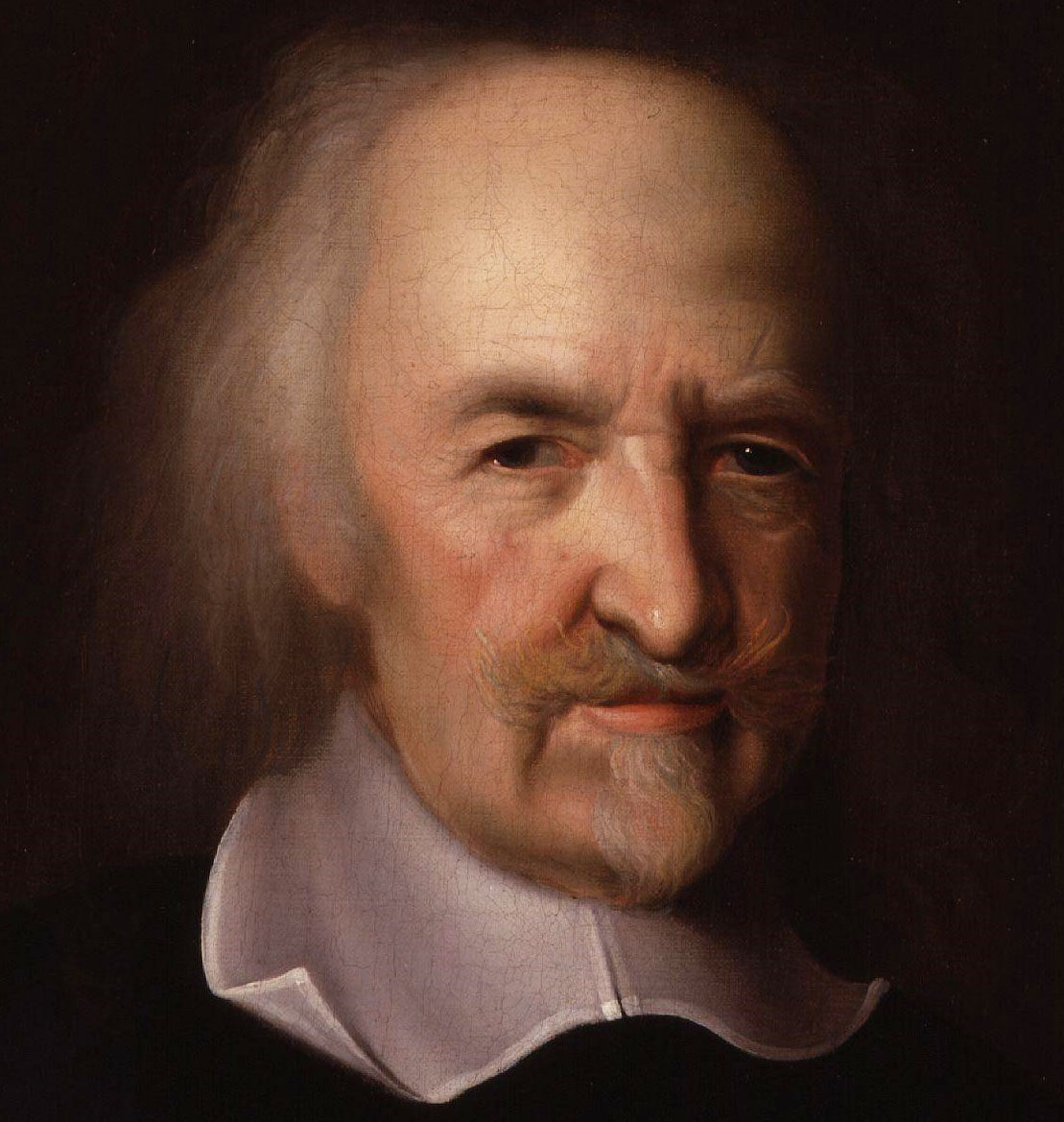
Thomas Hobbes

### Conatus i psyche
Thomas Hobbes (1588–1679) również pracował na bazie wcześniejszych ujęć conatus. Jednakże krytykował poprzednie definicje za niedociągnięcia w wyjaśnieniu pochodzenia ruchu. Praca w kierunku wyjaśnienia skąd się bierze ruch, stała się głównym przedmiotem jego pracy. Rzeczywiście, Hobbes "zredukował wszystkie kognitywne funkcje umysłu do wariacji ich funkcji konatywnych".
Ponadto Hobbes opisał emocje jako początek ruchu, a wolę jako sumę wszystkich emocji. Ta "wola" formuje conatus ciała, a jej fizyczna manifestacja uświadomiona jest jako "wola przetrwania" . By istoty ludzkie mogły się rozwijać, Hobbes twierdzi, że "szukają oni pokoju i walczą ze wszystkim, co mu zagraża". Hobbes również zrównał conatus z wyobraźnią i twierdził, że zmiana jej w conatus lub wolę jest rezultatem "rozważania" .

### Conatus i fizyka
Definiuję [conatus] jako zrodzony z ruchu w mniejszej przestrzeni i czasie, niż może występować; czyli: mniej, niż można określić lub przypisać przedstawieniu lub liczbie; czyli: ruch stworzony przez długość punktu i w chwili lub punkcie czasu.

Tak jak w swojej psychologicznej teorii, fizyczny conatus Hobbesa jest mikroskopijną jednostką ruchu. Początkiem ruchu jest skłonność w określonym kierunku. Teoria impetu używana przez Hobbesa, jest zdefiniowana w pojęciu fizycznego conatus. Jest to "miara conatus wykonana przez ruszające się ciało w danym przedziale czasu". Tarcie jest spowodowane przez przeciwnego conatus; siła jest to ruch plus "wielkość ciała". Hobbes również używał słowa conatus, by odnieść się do "sił wzmacniających", które mogą sprawiać, że sprężyny, na przykład ścieśniają się lub rozszerzają. Hobbes twierdził, że jest jakaś siła wrodzona w tych obiektach, skłaniająca je do powrotu do wcześniejszego stanu. Dzisiaj nauka przypisuje to zjawisko materialnej sprężystości.

## Spinoza

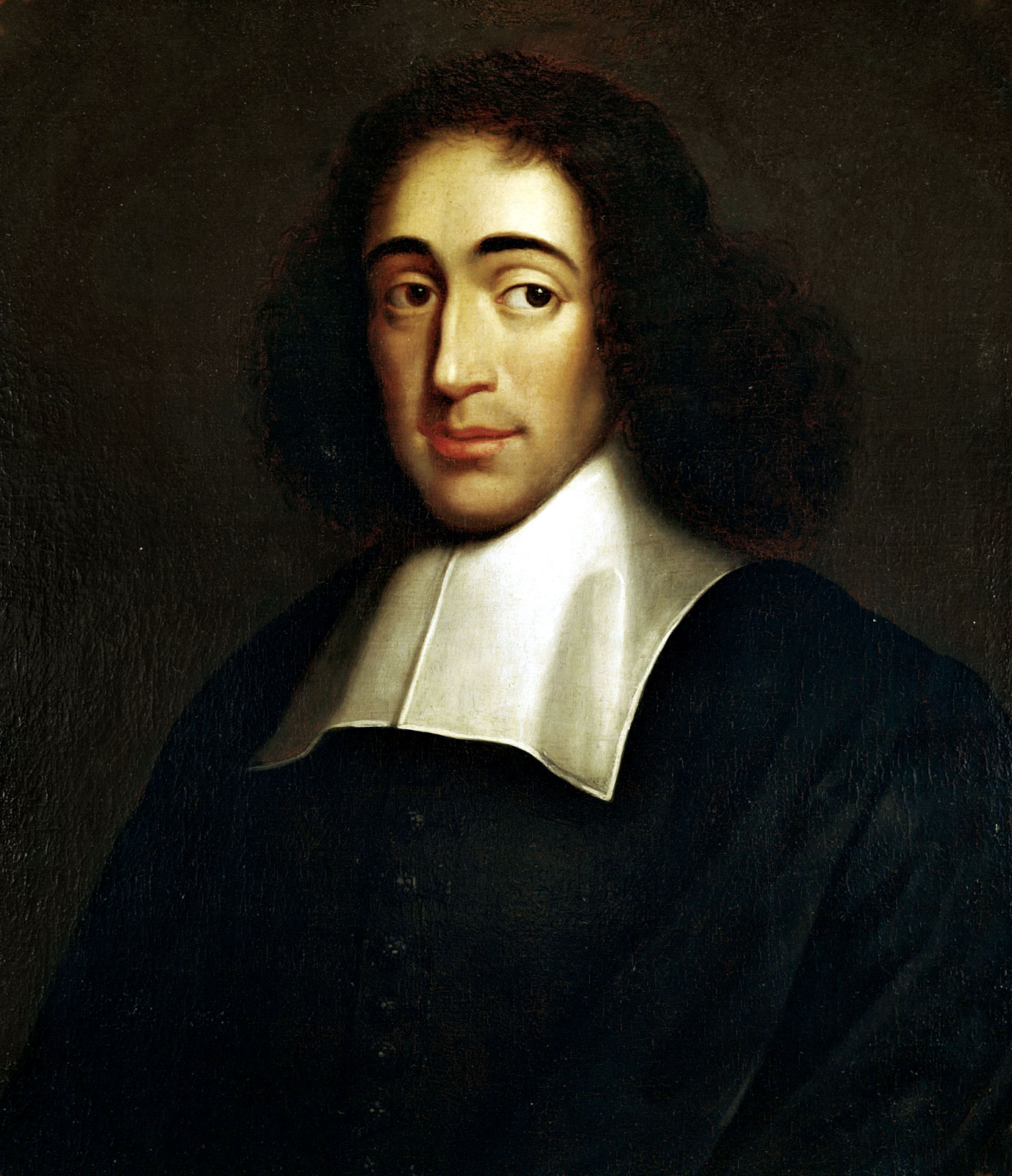
Baruch Spinoza

Spinoza (1632–1677) stosował pojęcia conatus w stosunku do ludzkiego ciała, psyche i obu jednocześnie, używając różnych terminów dla nich. Kiedy odnosi się do psychologicznych manifestacji tego pojęcia, używa terminu voluntas (wola). Kiedy odnosi się do obu naraz, używa słowa appetitus (apetyt). Kiedy odnosi się do cielesnego impulsu, używa zwyczajnie pojęcia conatus. Czasami Spinoza rozwija termin i używa całej frazy, conatus sese conservandi (dążenie do samozachowania).
Spinoza utwierdza istnienie generalnej zasady conatus w próbie wyjaśnienia "samoświadomej" prawdy, że "nic nie może być zniszczone, chyba że przez zewnętrzną przyczynę". Jest oczywiste, "że definicja czegokolwiek potwierdza i nie neguje esencji rzeczy". Ten opór przed samozniszczeniem jest sformułowany przez Spinozę w pojęciu ludzkiego dążenia do kontynuacji istnienia, a conatus jest słowem najczęściej używanym do opisania tej siły.
W światopoglądzie Spinozy ta zasada może być zastosowana wobec wszystkich rzeczy i ponadto stanowi esencję obiektów, wliczając w to ludzki umysł i moralność, bo są to nieskończone tryby Boga. Jak twierdzi w Etyce (1677), conatus jest "nieokreślonym czasem"; trwa tak długo jak obiekt. Spinoza używał conatus do opisania skłonności rzeczy do zwiększenia a swojej siły; zamiast istnieć statycznie, wszystkie byty muszą dążyć do perfekcji. Co więcej, wszystkie istniejące rzeczy zachowują się wtedy i tylko wtedy, gdy takie działanie zmienia lub zachowuje ich istnienie. Spinoza również używał terminu conatus, by opisać podstawową koncepcję bezwładności, tak jak robił to wcześniej Kartezjusz . Skoro rzecz nie może być zniszczona bez aktywności zewnętrznych sił, ruch i spoczynek również istnieją nieskończenie dopóki nie zostaną zakłócone.

### Psychologia filozoficzna
Conatus, używany w filozoficznej psychologii Spinozy, jest wyprowadzony ze źródeł zarówno antycznych jak i średniowiecznych. Spinoza zreformułował zasady, które rozwijali stoicy, Cyceron, Laertios i w szczególności Hobbes oraz Kartezjusz. Istotną zmianę wprowadził Spinoza do teorii Hobbesa – jego wierzenie, że conatus ad motum (conatus ruchu) nie jest mentalny, a materialny.
Spinoza był deterministą wierzącym, że człowiek i natura muszą podlegać temu samemu zestawowi praw. Bóg i natura są jednym, a wolna wola nie istnieje. W przeciwieństwie do większości ówczesnych filozofów i w zgodzie z większością filozofów nam współczesnym, Spinoza odrzucił dualistyczne założenie, że umysł, intencjonalność, etyka i wolność są traktowane jako rzeczy oddzielne od naturalnego świata fizycznych obiektów i zdarzeń. Jego celem było dostarczenie jednolitego wyjaśnienia wszystkich tych rzeczy wewnątrz naturalistycznej struktury i pojęcie conatus było kluczowe dla tego projektu. Na przykład, dla Spinozy działanie jest "wolne" tylko jeśli pochodzi z esencji i conatus bytu. Nie może być żadnej absolutnej nieograniczonej wolności woli, ponieważ wszystkie wydarzenia w naturalnym świecie, wliczając ludzkie działania i decyzje, są determinowane przez naturalne prawa Wszechświata, od których nie da się uciec. Jednakże działanie może być wolne w takim sensie, że nie jest ograniczone lub w inny sposób poddane siłom zewnętrznym.
Ludzie są w ten sposób integralną częścią natury. Spinoza wyjaśnia pozornie nieregularne ludzkie zachowania jako bardzo "naturalne" i racjonalne oraz motywowane zasadą conatus. W tym procesie zastępuje pojęcie wolnej woli przez conatus – zasadą, która może być zastosowana wobec całej natury, a nie tylko człowieka.

#### Emocje i afekty
Pogląd Spinozy na relacje między conatus a ludzkimi afektami nie jest jasny. Firmin DeBrabander, pracujący na Maryland Institute College of Art, oraz António Damásio, profesor neurobiologii z Uniwersytetu Południowej Kalifornii, dowodzą, że u tego filozofa ludzkie afekty powstają z conatus i ciągłego dążenia do perfekcji. Wprawdzie Spinoza przedstawił w Etyce, że szczęście "polega na ludzkiej zdolności do samozachowania". To "dążenie" jest również u Spinozy podstawą cnoty. W konsekwencji, wszystko co jest przeciwne conatus osoby, powoduje jej unieszczęśliwienie.
Nie zgadzał się z tym David Bidney (1908–1987), profesor Uniwersytetu Yale. Bidney bardzo silnie wiąże „pragnienie”, pierwotny afekt, z zasadą conatus Spinozy. Ten pogląd znajduje oparcie Etyce, gdzie jest napisane: Między apetytem a pragnieniem nie ma żadnej różnicy, poza taką że pragnienie jest generalnie powiązane z ludźmi, bo są świadomi apetytu. Zatem pragnienie może być zdefiniowane jako apetyt razem ze świadomością apetytu . Zgodnie z Bidneyem, to pragnienie jest kontrolowane przez inne afekty, przyjemność i ból, a więc conatus dąży w kierunku tego, co powoduje przyjemność i unika tego, co powoduje ból. Arthur Schopenhauer (1788–1860) zgadza się z Bidneyem w tej interpretacji myśli Spinozy. W opozycji do tego prezentuje swój własny pogląd przedstawiony w Świecie jako woli i przedstawieniu (1819). "Zgodnie z całym moim zasadniczym poglądem wszystko to jest odwróceniem prawdziwego stosunku. Wola jest pierwsza i pierwotna, poznanie dochodzi tylko do niej, do przejawu woli jako jej posłuszne narzędzie".

## Leibniz

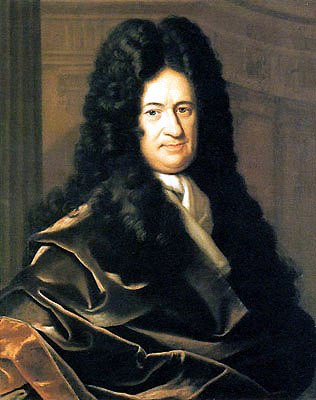
Gottfried Wilhelm Leibniz

[Conatus] jest dla ruchu tym, czym punkt dla przestrzeni lub czym jeden dla nieskończoności, jest on początkiem i końcem ruchu.

Gottfried Leibniz (1646–1716) przejął koncepcję conatusa od swojego nauczyciela Erharda Weigela (1625–1699), który używał w tym znaczeniu słowa tendentia (z łaciny: tendencja). Znaczenie conatusa u Leibniza podobne jest do jego znaczenia u Hobbesa, choć niemiecki filozof rozróżnia conatus ciała i duszy. Ten pierwszy może tylko podróżować po linii prostej za pomocą swojej własnej siły, a z kolei drugi może "pamiętać" więcej skomplikowanych ruchów.
Dla Leibniza problem ruchu sprowadzał się do rozwiązania paradoksów Zenona z Elei. Skoro ruch jest stały, przestrzeń musi być nieskończenie podzielna. By cokolwiek mogło zacząć się ruszać, musi istnieć jakaś pseudoumysłowa woluntarystyczna własność lub siła wrodzona w podstawowy element Wszechświata, która wprawia go w ruch. Ten conatus jest rodzajem natychmiastowego lub "wirtualnego" ruchu, który posiadają wszystkie rzeczy nawet wtedy, gdy są statyczne. Ruch natomiast jest tylko sumą wszystkich conatus, którą posiada obiekt (włącznie z oddziaływaniami na rzeczy). Conatus jest tym dla ruchu, czym punkt jest dla przestrzeni. Problemem w tej koncepcji jest to, że obiekt kolidujący z innym nie byłby w stanie odbić się, jeżeli jedyną działającą siłą byłby conatus. Stąd Leibniz był zmuszony postulować istnienie eteru, który utrzymywał obiekty w ruchu i pozwalał na elastyczne kolizje. Leibnizowska koncepcja pseudoumysłowej bezpamięciowej własności conatus połączona z odrzuceniem atomów, doprowadziła do jego teorii monad.

## Powiązane pojęcia

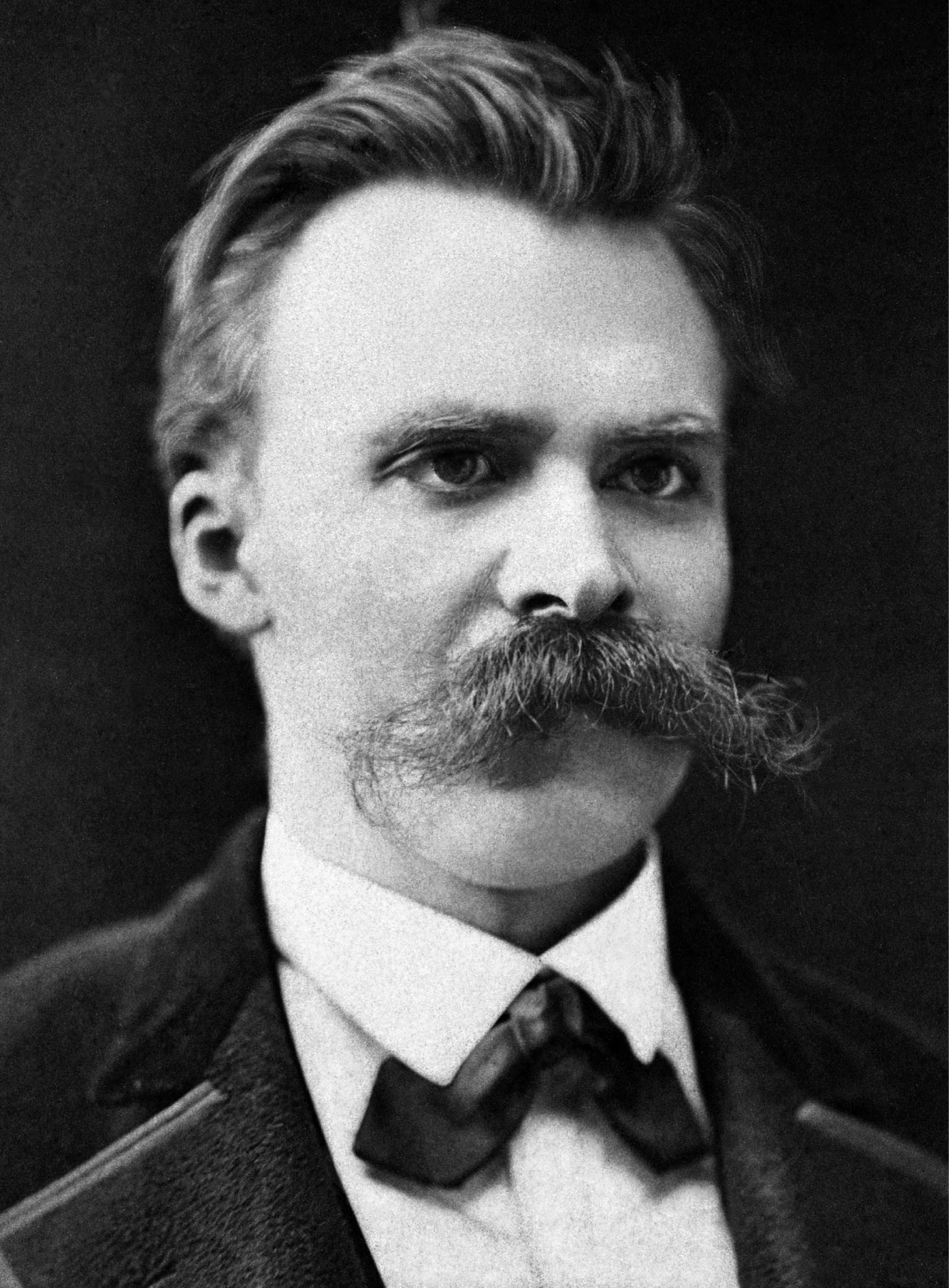
Fryderyk Nietzsche

Inne użycia terminu conatus, oprócz pierwotnych znaczeń wymienionych powyżej, były formułowane przez różnych filozofów na przestrzeni stuleci. Istnieje kilka ważnych spokrewnionych definicji i pojęć, które mają podobne znaczenia i użycia. Giambattista Vico (1668–1744) zdefiniował conatus jako istotę ludzkiego społeczeństwa, ale również w bardziej tradycyjnym i hylozoicznym sensie jako generującą siłę ruchu, która przenika całą naturę. Blisko sto lat po początkach nowoczesnej nauki, Vico zainspirowany przez neoplatonizm, zdecydowanie odrzucił zasadę bezwładności i prawa ruchu nowej fizyki. Dla niego natura nie była złożona z atomów, jak w dominującym poglądzie, ani z rozciągłości, jak u Kartezjusza, ale z metafizycznych punktów ożywionych przez zasadę conatus powołaną przez Boga.
Artur Schopenhauer (1788–1860) opracował filozofię, która zawiera zasadę bardzo podobną do conatus Hobbesa. Ta zasada, Wille zum Leben, lub "wola życia", opisywała specyficzne zjawisko instynktu samozachowawczego organizmu. Schopenhauer sugerował, że wola życia nie jest ograniczona czasowo. Twierdził, że "ta wola funkcjonuje bezwzględnie i na zawsze" przez pokolenia. Friedrich Nietzsche, wczesny uczeń Schopenhauera, opracował inną zasadę, która pochodzi z odrzucenia prymatu Schopenhauerowskiej woli życia i innych pojęć samozachowania. Nazywał swoją wersję Wille zur Macht (wola mocy).
Sigmund Freud (1856–1939), w dużej mierze polegał spinoziańskim conatusie jako systemie samozachowania, chociaż nigdy nie odwoływał się do niego bezpośrednio w żadnej ze swoich prac. Mniej więcej w tym samym czasie Henri Bergson (1859–1941) opracował koncepcję élan vital, ("pędu życiowego"), który rzekomo pomagał w ewolucji organizmów. Ta koncepcja sugeruje fundamentalną siłę, stojącą za całym życiem, przypomina zasadę conatus, opracowaną przez Spinozę i innych.
Antropolog kulturowy Louis Dumont (1911–1988), pisał o kulturowym conatus – koncepcji wywodzącej się bezpośrednio z definicji Spinozy. Zasada, stojąca za tą pochodną koncepcją głosi, że każda kultura "stara się przetrwać w swym istnieniu czy to przez dominowanie nad innymi kulturami czy też na byciu zdominowanym".

## Współczesna nauka
Chociaż samo pojęcie conatus nie jest współcześnie w użyciu, to współczesna nauka używa wielu pojęć, wywodzących się z niego. Zasięg tej idei jest współcześnie zdecydowanie węższy, pozbawiony dodatkowo wcześniejszych religijnych implikacji.

### Fizyka
Po powstaniu fizyki Newtona pojęcie conatus ciał fizycznych, zostało w dużej mierze zastąpione przez zasadę bezwładności i zachowania pędu. David Bidney stwierdził: "jest prawdą, że logicznie pragnienie lub conatus jest jedynie zasadą bezwładności (...) fakt pozostaje jednak, że to nie jest użycie Spinozy". Podobnie conatus był używany przez wielu filozofów do opisania innych koncepcji, które powoli stawały się przestarzałe. Conatus recendendi, na przykład, stał się siłą odśrodkową, a grawitacja zastąpiła conatus a centro. Dziś problematyka, w której używano tego pojęcia, jest rozpatrywana przez naukę, a nie filozofię, i podlega metodzie naukowej.

### Biologia
António Damásio uważa conatus za prekursora współczesnego pojęcia homeostazy żywych organizmów. To, co kiedyś opisywane przez metafizykę czy teurgię jako conatus, dziś jest wyjaśniane przez chemię i neurologię. Koncepcja ta miała tłumaczyć "funkcje i struktury żywych organizmów opierające się niezliczonym zagrożeniom zewnętrznym".

#### Teoria systemów
Koncepcja conatus Spinozy była historycznym prekursorem współczesnych teorii systemu autopoietycznego w systemach biologicznych. W teorii systemów i ogólnie w nauce pojęcie conatus może być powiązane ze zjawiskiem emergencji, przez co systemy złożone mogą spontanicznie formować się z wielu prostszych struktur. Samoregulujące i samozachowujące własności systemów biologicznych, a nawet systemów społecznych można uznane za współczesną wersję conatus Spinozy.